# Paratriatlo
Paratriatlo é uma variante do triatlo para atletas com deficiência física. A modalidade é gerida pela União Internacional de Triatlo e fez a estreia nos Jogos Paralímpicos de Verão de 2016 no Rio de Janeiro, Brasil.